# Bang Bang Bang
Cet article possède un paronyme, voir Bang Bang.
Singles de BIGBANG
Bae Bae
(2015) We Like 2 Party
(2015)
Bang Bang Bang (en coréen : 뱅뱅뱅) est une chanson du boys band sud-coréen BIGBANG. Elle est sortie le 1er juin 2015 sous YG Entertainment, comme troisième single de la Série MADE, et premier de A.

## Classement

### Classement par pays
| Classement (2015)                          | Meilleure position |
| ------------------------------------------ | ------------------ |
| Corée du Sud (Gaon Digital)                | 1                  |
| États-Unis World Digital Songs (Billboard) | 1                  |
| Finlande Télécharger (Latauslista)         | 30                 |
| France (SNEP)                              | 194                |
| Japon (Japan Hot 100)                      | 11                 |
| Royaume-Uni (UK Indie Chart)               | 44                 |

### Classement de fin d'année
| Classement (2015)                          | Position |
| ------------------------------------------ | -------- |
| Corée du Sud (Gaon Digital)                | 1        |
| États-Unis World Digital Chart (Billboard) | 5        |
| Classement (2016)                          | Position |
| Japon (Japan Hot 100)                      | 28       |
| États-Unis World Digital Chart (Billboard) | 16       |
| Classement (2017)                          | Position |
| Japon (Japan Hot 100)                      | 95       |

## Ventes
| Classement   | Ventes    |
| ------------ | --------- |
| Corée du Sud | 2 500 000 |
| États-Unis   | 11 000    |

## Historique de sortie
| Pays         | Date          | Format                   | Label                      |
| ------------ | ------------- | ------------------------ | -------------------------- |
| Corée du Sud | 1er juin 2015 | Téléchargement numérique | YG Entertainment, KT Music |
| Monde entier | 1er juin 2015 | Téléchargement numérique | YG Entertainment, KT Music |
| Japon        | 17 juin 2015  | Téléchargement numérique | YG Entertainment, YGEX     |